# 埃莱娜·洛佩斯
埃莱娜·洛佩斯（西班牙語：Elena López，1994年10月4日—），西班牙艺术体操运动员。她曾代表西班牙参加2012年和2016年夏季奥林匹克运动会体操比赛，其中2016年奥运会获得一枚银牌。